# S-Gletscher
Der S-Gletscher ist ein Gletscher im North Cascades National Park im US-Bundesstaat Washington an der Ostseite des Hurry-up Peak. Der Gletscher wird an verschiedenen Punkten unterbrochen. Die obersten Abschnitte enden in Eisstürzen, während der untere Abschnitt in einem Talus ausläuft. Der Gletscher fließt von etwa 7.600 ft (2.316 m) auf etwa 5.500 ft (1.676 m) Höhe herab. Der Yawning Glacier liegt 0,75 mi (1,21 km) nördlich des S-Gletschers.